# Ringsaker
Ringsakerⓘ es un municipio situado en la provincia de Innlandet, Noruega. Tiene una población estimada, a inicios de 2022, de 35 073 habitantes.
Su centro administrativo es la ciudad de Brumunddal.
El municipio de Ringsaker se fundó en 1838. Los municipios de Furnes y Nes se fusionaron con Ringsaker el 1 de enero de 1964.

## Información general

### Nombre
El nombre del municipio (originalmente parroquia) deriva de la vieja granja Ringsaker (en nórdico antiguo: Ringisakr), ya que la primera iglesia fue construida allí.

### Escudo de armas
El escudo de armas es de tiempos modernos. Le fue concedido el 1 de febrero de 1985. El escudo muestra un alce en plata o blanco sobre fondo rojo. El dibujo del alce fue tomado de pinturas prehistóricas rupestres encontradas en la granja Stein en Ringsaker, que indican el temprano poblamiento de la zona. Fue diseñado por Arne Løvstad.

## Geografía
El municipio está al este del lago Mjøsa y lo bordean Lillehammer hacia el noroeste; Øyer, Stor-Elvdal y Åmot al norte; Hamar, al este; Stange y Østre Toten al sur, y Gjøvik hacia el oeste.
Ringsaker se encuentra en el distrito tradicional de Hedmarken, que consiste principalmente de terrenos agrícolas ondulados, colinas verdes y pinares.

## Economía
Las principales industrias de Ringsaker son la agricultura, la silvicultura y diversas manufacturas.

## Residentes notables
- Tryggve Andersen (1866–1920), escritor.
- Alf Prøysen (1914–1970), escritor y músico.